# Ходр
Ходр (старонордијски Höðr) се зове слепи бог из нордијске митологије. Из рода је Аса јер је син Одинов. Мајка му је богиња Фриг. Ненамерно је усмртио свога брата Балдра, најлепшег и најдражег међу боговима.
Све су ствари, и живе и неживе, обећале Фриг да неће нашкодити Балдру. Није то учинила једино имела јер ју је Фриг сматрала сувише младом и безопасном да би од ње тражила заклетву. Тако су богови обичавали проводити време гађајући Балдра што их је силно забављало будући да је овај био нерањив. Ходр није учествовао у таквим играма јер је био слеп. Приђе му једнога дана Локи и понуди му се да му помогне да и он погоди брата. Дадне му у руке стрелицу од имеле (за коју је сазнао да се није заклела) и помогне му да је одапне у правоме смеру. Балдр, погођен, одмах умре.